# Pistola de aire caliente

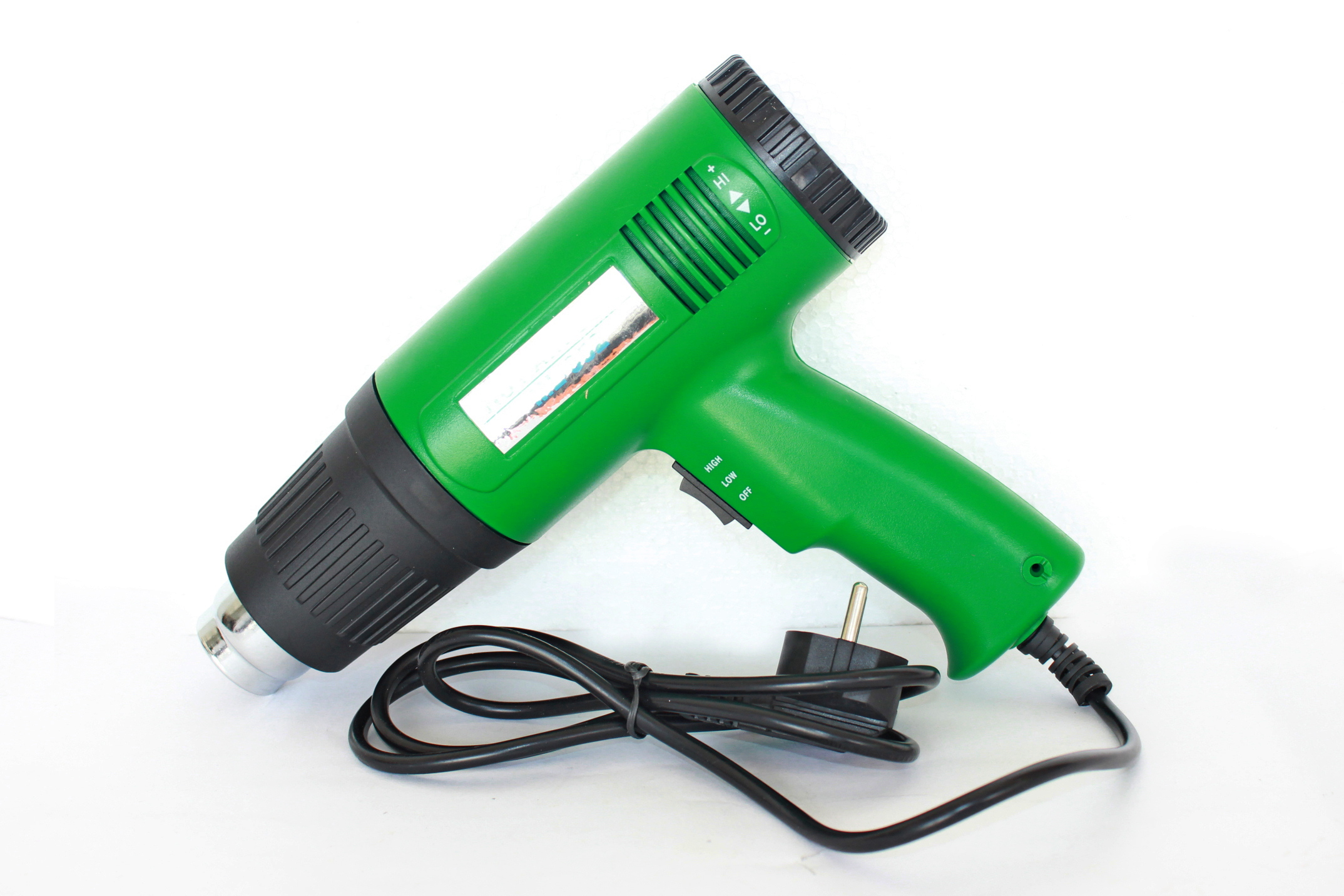
Una pistola de aire caliente

La pistola de aire caliente o pistola de calor es una herramienta eléctrica que genera un chorro de aire caliente. Aunque es similar a un secador de pelo, puede emitir mucho más calor alcanzando los 300 a 650 grados centígrados.

## Descripción
Una pistola de aire caliente comprende una fuente de calor, generalmente un elemento calentado eléctricamente o un propano / gas de petróleo licuado, un mecanismo para mover el aire caliente como un ventilador eléctrico, a menos que la presión del gas sea suficiente; una boquilla para dirigir el aire, que puede ser un simple tubo apuntando en una dirección, o con una forma especial para fines como concentrar el calor en un área pequeña o descongelar una tubería pero no la pared trasera; una carcasa para contener los componentes y proteger al operador; un mecanismo para encenderlo y apagarlo y controlar la temperatura como disparador; un mango; y un soporte integrado o externo si el arma debe utilizarse con las manos libres. Los soldadores de gas a veces tienen puntas de ventilador de aire caliente intercambiables para producir una corriente muy estrecha de aire caliente adecuada para trabajar con dispositivos de montaje en superficie y tubos termorretráctiles.

## Uso
Normalmente se utiliza para raspar la pintura de paredes u otras superficies particulares, como las de madera o para fijar y encoger tubos termo-retráctiles. Posteriormente, la pintura residual se raspa con un rascador. Sin embargo, esta herramienta también puede utilizarse para descongelar tuberías y cerraduras y para suavizar plásticos acrílicos.
Las pistolas de aire caliente se utilizan en física, ciencia de los materiales, química, ingeniería y otros entornos de laboratorio y taller. Se pueden utilizar diferentes tipos de pistola de aire caliente que funcionan a diferentes temperaturas y con un flujo de aire diferente para quitar pintura,  reducir tubos termorretráctiles, película retráctil y envolturas retráctiles, secar la madera húmeda, doblar y soldar plásticos, suavizar las pegatinas y descongelar tuberías congeladas.